# جورج جويس
جورج جويس (بالإنجليزية: George Joyce)‏ هو لاعب كرة قاعدة أمريكي، ولد في 1847 في واشنطن العاصمة في الولايات المتحدة، وتوفي بنفس المكان في 9 نوفمبر 1895.

## وصلات خارجية
- جورج جويس على موقعبيزبول رفرنس.كوم (الدوري الرئيسي) (الإنجليزية)